# 里维耶尔 (塔恩省)
里维耶尔（法語：Rivières，法語發音：[ʁivjɛʁ] ⓘ）是法国奧克西塔尼大區塔恩省的一个市镇，属于阿尔比区。

## 地理
里维耶尔（43°54'51"N, 1°57'46"E）面积9.57 平方千米，位于法国奧克西塔尼大區塔恩省，该省份为法国南部内陆省份，北起顺时针与阿韦龙省、埃罗省、奥德省、上加龙省和塔恩-加龙省接壤。
与里维耶尔接壤的市镇（或旧市镇、城区）包括：瑟努亚克、布朗斯、加亚克、拉巴斯蒂代德莱维、拉格拉沃。

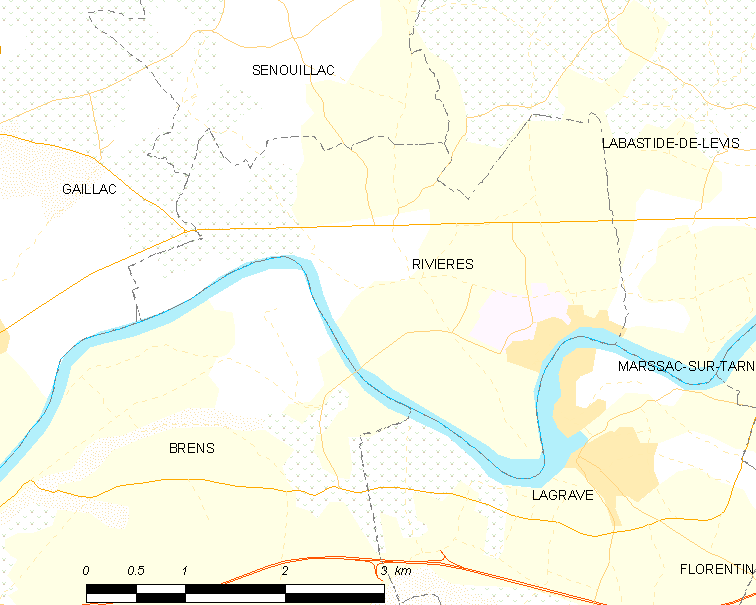
的OSM定位图

里维耶尔的时区为UTC+01:00、UTC+02:00（夏令时）。

## 行政
里维耶尔的邮政编码为81600，INSEE市镇编码为81225。

## 政治
里维耶尔所属的省级选区为两岸县。

## 人口

1962-2008年间人口变化图示

里维耶尔于2022年1月1日时的人口数量为1065人。